# 哈薩克蘇丹
蘇丹，是哈薩克汗國的貴族非世襲頭銜。大致相當於俄羅斯的“王子”。蘇丹是由托熱部落選舉產生的。從蘇丹中選出一位可汗。
在欽察草原採用蘇丹頭銜的時間不詳，但第一位哈薩克汗國統治者克列汗和賈尼別克在烏茲別克汗國的阿布海兒手下擁有蘇丹頭銜。哈薩克草原上的蘇丹只能朮赤的血統成為成吉思汗的後裔。蘇丹通常是特定氏族或部落的統治者。兀魯斯的財產大小取決於蘇丹的人口、財富和慷慨程度。
在俄羅斯帝國，哈薩克的蘇丹是帝國第12級官員，這個職位是繼承的，從父親傳給兒子。在沒有繼承人的情況下，在省選舉中他可以提名一名兄弟或近親作候選人，然後由區域委員會批准來獲得職位。蘇丹的工作人員包括：他的助手（兒子或近親）;懂俄語和韃靼語的秘書。在一般蘇丹之上是阿迦蘇丹，是草原地區的管理者，以取代可汗的權力。阿迦蘇丹僅由蘇丹選舉產生，任期三年，他在任職期間獲少校軍銜，在連續三屆當選後，他有權申請俄羅斯帝國貴族的文憑。
這制度至1854年在尼古拉一世進行改革後廢止，代之以俄羅斯官員。